# Victoria Gazmuri
María Victoria Gazmuri Vieira (Santiago, 24 de febrero de 1974) es una actriz chilena de teatro y televisión hermana de la reconocida actriz Ana María Gazmuri.

## Biografía
Hija del ingeniero agrónomo Renato Gazmuri Schleyer y de la socióloga y escritora Ana María Vieira, tiene seis hermanos. Es mayormente conocida por ser hermana de la actriz Ana María Gazmuri. Estudió en el Colegio La Maisonnette.
Participó en la década de los 90, en producciones de Canal 13 dirigidas por su entonces cuñado, Cristián Mason, tales como Amor a domicilio, Marparaíso y Cerro Alegre, su última teleserie hasta la fecha. Después de su salida de la televisión, estuvo dedicada al teatro infantil junto a Vasco Moulian y actualmente se encuentra alejada de la actuación. Ejerce como gerente comercial de una empresa dedicada a la entrega de servicios al Medio ambiente llamada; Cultiva Empresa.

## Teleseries
| Teleseries | Teleseries                   | Teleseries        | Teleseries | Teleseries |
| Año        | Teleserie                    | Rol               | Canal      |            |
| ---------- | ---------------------------- | ----------------- | ---------- | ---------- |
| 1994       | Champaña                     | Consuelo          | Canal 13   |            |
| 1995       | Amor a domicilio             | Isidora Toledo    | Canal 13   |            |
| 1996       | Amor a domicilio, la comedia | Isidora Toledo    | Canal 13   |            |
| 1996       | Loca piel                    | María José        | TVN        |            |
| 1997       | Eclipse de luna              | Paola Vega        | Canal 13   |            |
| 1998       | Marparaíso                   | Susana            | Canal 13   |            |
| 1999       | Cerro Alegre                 | Celeste del Campo | Canal 13   |            |